# توماس ماثيوز
توماس ماثيوز (بالإنجليزية: Thomas Matthews)‏ (9 فبراير 1905 - 11 مايو 1990) هو لاعب كريكت أسترالي. لعب مع فريق تسمانيا للكريكت.

## وصلات خارجية
- توماس ماثيوز على موقع إي آس بي آن كريك إنفو (الإنجليزية)